# Berg-Gamander
Der Berg-Gamander (Teucrium montanum) ist eine Pflanzenart aus der Gattung Gamander (Teucrium) innerhalb der Familie der Lippenblütler (Lamiaceae).

## Beschreibung

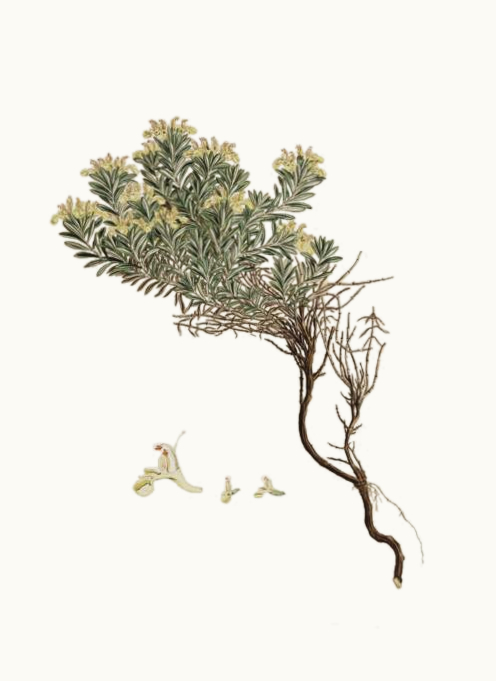
Illustration aus Flora Graeca, Volume 6, Tafel 534

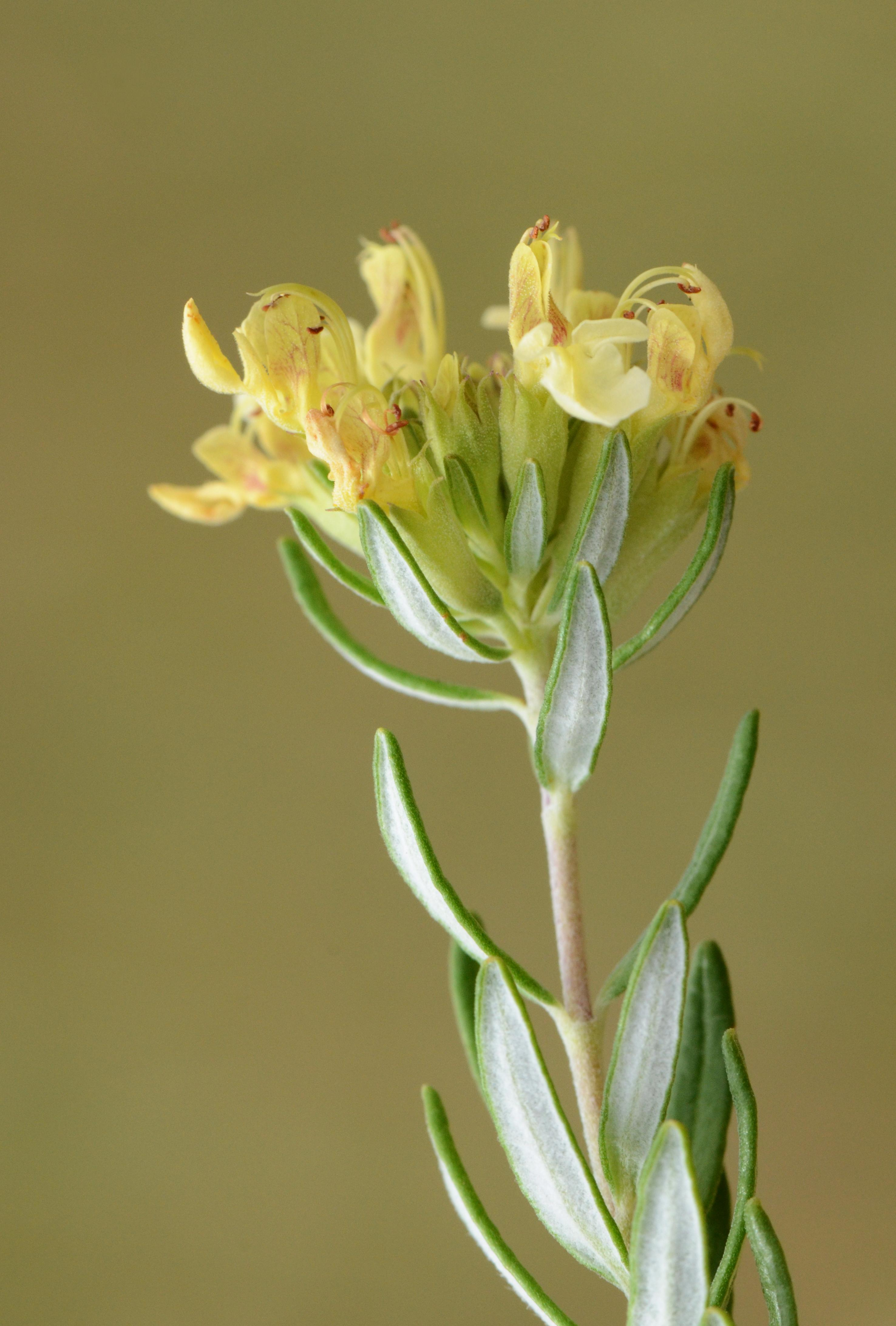
Blütenstand

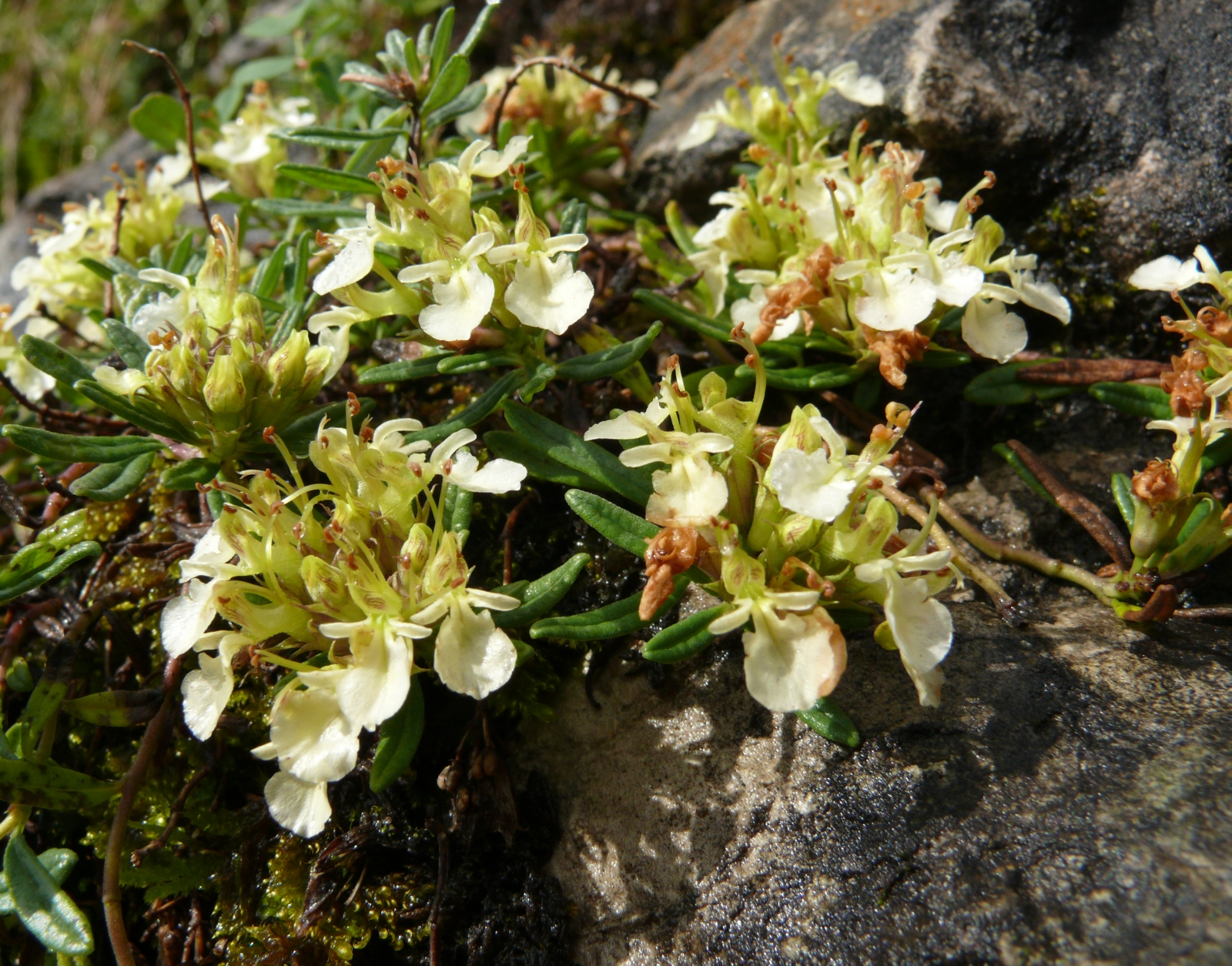
Berg-Gamander in den Allgäuer Alpen

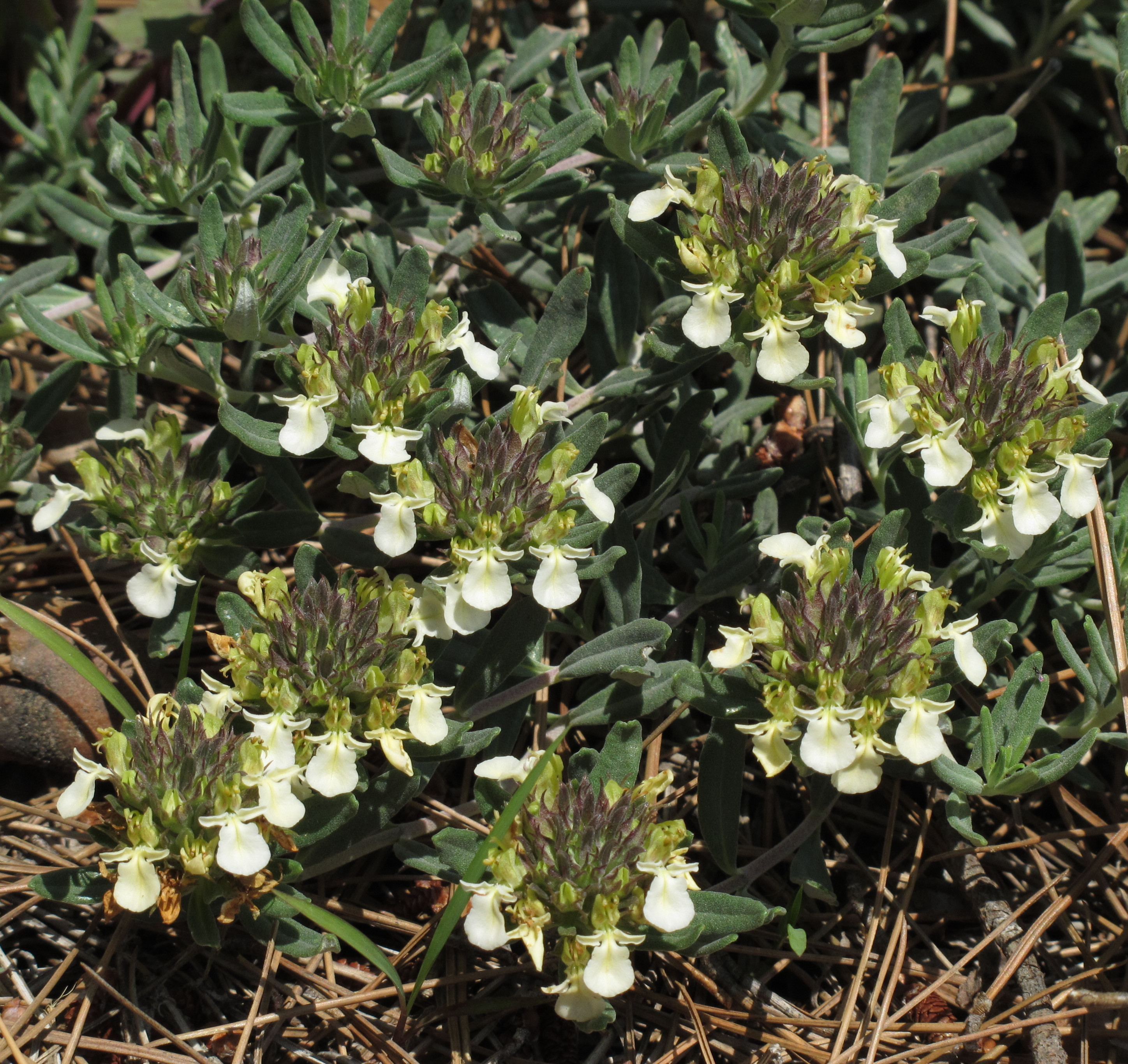
Berg-Gamander am Gardasee

### Vegetative Merkmale
Der Berg-Gamander ist ein aromatisch duftender Spalierstrauch mit niederliegendem, unten verholzendem Stängel. Er erreicht Wuchshöhen von etwa 10 bis 25 Zentimeter. Er ist am Grund stark verzweigt mit dünnen, stielrunden Ästen. Er wurzelt bis 150 Zentimeter tief. Seine Pfahlwurzel wird bis zu einem Zentimeter dick.
Die einfachen Laubblätter sind schmal lanzettlich bis fast lineal und ganzrandig mit einem deutlichen Mittelnerv und besitzen einen umgerollten Rand. Die Blattunterseite ist filzig behaart. Sie sind allmählich in einem sehr kurzen Blattstiel verschmälert, 5 bis 20 Millimeter lang und 2 bis 5 Millimeter breit. Sie sind immergrün.

### Generative Merkmale
Die Blütezeit reicht von Juni bis September. Die Blüten stehen gehäuft in einem endständigen, köpfchenförmigen Blütenstand. Sie stehen in 1- bis 3-blütigen Zymen in den Achseln der obersten Laubblätter. Die Blüten sind 12 bis 15 Millimeter lang und kurz gestielt. Die zwittrigen Blüten sind zygomorph mit doppelter Blütenhülle. Der Kelch ist röhrig-glockig, fast regelmäßig; seine Zähne sind kürzer als die Röhre. Die hellgelbe bis cremeweiße Krone ist bis 10 Millimeter lang und besitzt keine Oberlippe. Die Unterlippe ist fünfteilig mit großem, herabgeschlagenem Mittellappen. Der Mittellappen ist ungeteilt oder schwach ausgerandet und gezähnelt; er ist viel größer als die ebenfalls herabgeschlagenen vorderen Seitenlappen. Die hinteren Seitenlappen sind oft grünlich und violett geadert. Die Staubbeutel sind gelb bis violett-braun. Die Klausen sind etwa 2 Millimeter lang.

### Chromosomenzahl
Die Chromosomenzahl beträgt 2n = 26 oder 30.

## Vorkommen
Der Berg-Gamander (auch „Bergpolei“) ist von Mitteleuropa über Südosteuropa bis in den Mittelmeerraum verbreitet. Es gibt Fundortangaben für das nördliche Algerien, Spanien, Frankreich, Belgien, die Niederlande, Deutschland, Österreich, die Schweiz, Italien (inklusive Sardinien, Sizilien), Polen, Tschechoslowakei, Ungarn, das ehemalige Jugoslawien, Bulgarien, Rumänien, Albanien, Moldawien, Griechenland, die Türkei, die südliche Ukraine, und die Krim. Der Berg-Gamander kommt in Mitteleuropa in den Alpen, im Jura, in den süddeutschen Mittelgebirgen und im Mitteldeutschen Trockengebiet vor. Die Art wanderte im Zuge der Klimaerwärmung der Nacheiszeit nach Mitteleuropa ein. Seit etwa 2500 v. Chr. führte jedoch eine feuchtkühle Periode zur Ausbildung geschlossener Wälder. Der Berg-Gamander wurde auf Fels-Standorte mit wenig Beschattung zurückgedrängt. Die heutigen Reliktvorkommen (sog. Xerothermrelikte) in Deutschland sind zum Teil auch untereinander isoliert.
Der kalkliebende Berg-Gamander gedeiht meist auf Trockenrasen, Schutt, steinige Böden und Felsfluren. Er ist von den Tallagen bis in 2400 m ü. NN verbreitet. Der Berg-Gamander verträgt sehr gut Hitze und Trockenheit. Er ist in Mitteleuropa eine Charakterart des Verbands Xerobromion, kommt aber auch in Pflanzengesellschaften der Verbände Mesobromion, Stipion calamagrostis, Seslerion oder Erico-Pinion vor. Er steigt in Vorarlberg bis 1800 Meter, im Kanton Wallis und in den Dolomiten bis 2200 Meter und in Graubünden im Val Ftur im Schweizerischen Nationalpark bis 2350 Meter Meereshöhe auf.
Die ökologischen Zeigerwerte nach Landolt & al. 2010 sind in der Schweiz: Feuchtezahl F = 1+w+ (trocken aber stark wechselnd), Lichtzahl L = 4 (hell), Reaktionszahl R = 5 (basisch), Temperaturzahl T = 3 (montan), Nährstoffzahl N = 2 (nährstoffarm), Kontinentalitätszahl K = 4 (subkontinental).

## Systematik
Die Erstveröffentlichung von Teucrium montanum erfolgte 1753 durch Carl von Linné in Species Plantarum, Tomus 2, S. 565.
Seit 1991 gibt es von Teucrium montanum zwei Unterarten:
- Teucrium montanum subsp. helianthemoides (Adamovic) Baden (Syn.: Teucrium helianthemoides Adamovic): Sie hat 1991 den Rang einer Unterart erhalten und kommt nur in Griechenland vor.[4]
- Teucrium montanum L. subsp. montanum: Sie kommt von Mitteleuropa über Südosteuropa bis zum Mittelmeerraum vor.[4]

## Ökologie
Die Art erreicht meist nur ein Alter von 14 Jahren, in Ausnahmefällen wurde auch ein Alter von 33 Jahren beobachtet.